# نقار خشب مارون
نقار خشب مارون (الاسم العلمي: Blythipicus rubiginosus) هو نوع من فصيلة نقار الخشب. يتواجد في بروناي واندونيسيا وماليزيا وجنوب ميانمار، وسنغافورة، وجنوب تايلاند. نطاق انتشارها في الغابات شبه الاستوائية أو المدارية الرطبة والغابات الجبلية أو شبه المدارية الرطبة.